# Din klara sol går åter opp
Din klara sol går åter opp är en morgonpsalm av Johan Olof Wallin från 1814. Sången var stående inslag i den svenska folkskolans morgonböner under mer än 100 år. I modern tid är tredje versen totalt omarbetad - "O, hjälp mig lyda dina bud" - utan angivande av vem som diktat den nya versen.
Melodin är tysk från 1710 (C-dur, 2/2) och samma som används till Dig, ljusens Fader, vare pris (och en tid även till Ett litet fattigt barn jag är, 1921 nr 621) då det anges att tonsättaren möjligen heter Johan Georg Christian Störl (1675-1719). I 1964 års koralbokstillägg anges därtill att melodin första gången trycktes i "Neubezogenes Davidisches Harpen und Psalter-Spiel" i Stuttgart 1710, vilket alltså i senare upplagor har ändrats till "tyskt ursprung 1710".
Sången används som filmmusik i filmen "Mer om oss barn i Bullerbyn" från 1987.
|  |
|  |

## Publikation
- 1819 års psalmbok som nr 420 under rubriken "Med avseende på särskilda personer, tider och omständigheter: Morgon och afton: Morgonpsalmer".
- Sjunga med oss, Mamma! 1, 1892, som "Morgonpsalm"
- Sionstoner 1889 som nr 535.
- Metodistkyrkans psalmbok 1896 som nr 41 under rubriken "Morgon och afton".
- Svensk söndagsskolsångbok 1908 som nr 265 under rubriken "Morgon och afton".
- Svenska Missionsförbundets sångbok 1920 som nr 671 under rubriken "Morgon och afton".
- Svenska Frälsningsarméns sångbok 1922 som nr 15 under rubriken "Inledningssånger och psalmer ".
- Svensk söndagsskolsångbok 1929 som nr 243 under rubriken "Morgon och afton".
- Frälsningsarméns sångbok 1929 som nr 544 under rubriken "Högtider och särskilda tillfällen - Morgon och afton".
- Musik till Frälsningsarméns sångbok 1930 som nr 544.
- Sionstoner 1935 som nr 710 under rubriken "Morgon och afton".
- 1937 års psalmbok som nr 420 under rubriken "Morgon".
- Psalmer för bruk vid krigsmakten 1961 som nr 420 verserna 1-4.
- Frälsningsarméns sångbok 1968 som nr 648 under rubriken "Speciella Sånger - Morgon och afton".
- Den svenska psalmboken 1986 som nr 176 under rubriken "Morgon".
- Lova Herren 1988 som nr 767 under rubriken "Morgon".
- Svensk psalmbok för den evangelisk-lutherska kyrkan i Finland (1986) nr 506 under rubriken "Morgon och afton".